# Кривошеєв Олексій Анатолійович
Олексій Анатолійович Кривошеєв (нар. 22 лютого 1984, Біла Церква) — український футболіст, що грає на позиції захисника. Відомий за виступами у низці українських клубів різних ліг, насамперед за харківський «Металіст» та ужгородське «Закарпаття» у вищій українській лізі. після завершення виступів на футбольних полях працює дитячим тренером у Білій Церкві.

## Клубна кар'єра
Олексій Кривошеєв народився у Білій Церкві, та розпочав займатися футболом у місцевій ДЮСШ «Каменяр», пізніше продовжив вдосконалення своєї футбольної майстерності в київській футбольній школі «Локомотив». Дебютував у професійному футболі Кривошеєв у кінці сезону 2000—2001 років у команді зі свого рідного міста «Рігонда». яка на той час грала в другій українській лізі. У цій команді, яка пізніше змінила назву на «Рось», Олексій Кривошеєв грав до кінця сезону 2003—2004. На початку сезону 2004—2005 футболіст отримав запрошення до команди вищої ліги «Дніпро», проте грав виключно за її дублюючий склад, і в зимовому міжсезонні перейшов до іншого вищолігового клубу — столичної «Оболоні», проте й у її складі грав виключно за другу команду в другій лізі. З початку сезону 2005—2006 Олексій Кривошеєв стає гравцем харківського «Металіста», в якому він дебютував у вищій лізі. Проте у вищому дивізіоні футболіст зіграв лише 5 матчів, та взимку перейшов до команди першої ліги «Нафтовик-Укрнафта», але й у її складі до кінця сезону футболіст зіграв лише 2 матчі. Наступний сезон Кривошеєв відіграв за дублюючий склад «Металіста», і в основному складі харків'ян на поле не виходив. Сезон 2007—2008 футболіст розпочав у клубі вищої ліги «Закарпаття», і за півроку відіграв у вищій лізі 16 матчів. Узимку Олексій Кривошеєв став гравцем клубу першої ліги «Волинь», проте зіграв за клуб лише 1 матч чемпіонату. У сезоні 2008—2009 Кривошеєв грав за першоліговий клуб «Севастополь», але в його складі провів лише 6 матчів. У 2009 році футболіст повернувся до рідного міста, де розпочав виступи за команду другої ліги «Арсенал». За рік білоцерківська команда здобула путівку до першої ліги, і Кривошеєв ще рік грав за «Арсенал» у першій лізі. У 2011 році Олексій Кривошеєв став гравцем клубу першої ліги «Геліос» із Харкова, в якому грав протягом 2 років. У другій половині 2013 року футболіст грав у аматорському клубі «Інтеграл» із Синяви. У другій половині сезону 2013—2014 Кривошеєв ненадовго повернувся до виступів на професійному рівні, вдруге за свою біографію граючи за білоцерківський клуб, який змінив назву на «Арсенал-Київщина». Після закінчення сезону футболіст знову грав у складі «Інтеграла», після чого завершив виступи на футбольних полях.

## Після завершення кар'єри футболіста
Після завершення виступів на футбольних полях Олексій Кривошеєв розпочав кар'єру дитячого тренера. Спочатку Кривошеєв працював тренером дитячої команди білоцерківської «Росі», а в 2016 році очолив дитячо-юнацьку спортивну школу «Зміна» в Білій Церкві.